# Ceregnano
Ceregnano (venetisch Sernian oder Zernian) ist eine italienische Gemeinde (comune) mit 3401 Einwohnern (Stand 31. Dezember 2023) in der Provinz Rovigo, Region Venetien. 

## Geographie
Die Gemeinde liegt etwa 6 Kilometer ostsüdöstlich der Provinzhauptstadt Rovigo in der Polesine. Der Canalbianco, der durch die Gemeinde fließt, ist ein Nebenfluss des Po. 

## Geschichte
Seit dem Mittelalter war die Gemeinde mehrfach durch die Fluten des Po oder der Etsch überschwemmt worden.

## Verkehr
Neben dem Bahnhof in Ceregnano existiert in der Gemeinde ein Haltepunkt im Ortsteil Lama Polesine (kurz Lama) an der Bahnstrecke #205 von Rovigo nach Chioggia.

## Gemeindepartnerschaft
- Seeheim-Jugenheim,  (Hessen), seit 2008[2]